# Restaurant Empire II
Restaurant Empire II (奇迹餐厅2) est un jeu vidéo de simulation économique développé par Enlight Software et édité par Paradox Interactive, sorti en 2009 sur Windows.
Il fait suite à Restaurant Empire.

## Accueil
- IGN : 6,9/10[1]
- Jeuxvideo.com : 7/20[2]